# بارا دو کوارای
بارا دو کوارای (به پرتغالی: Barra do Quaraí) یک منطقهٔ مسکونی در برزیل است که در ریو گرانده جنوبی واقع شده‌است. بارا دو کوارای ۱٬۰۵۶٫۱۴ کیلومتر مربع مساحت و ۴٬۲۲۷ نفر جمعیت دارد و ۳۵ متر بالاتر از سطح دریا واقع شده‌است.